# Нижнекигинский сельсовет
Нижнекигинский сельсовет — муниципальное образование в Кигинском районе Башкортостана.
Административный центр — село Нижние Киги.

## История
Согласно Закону о границах, статусе и административных центрах муниципальных образований в Республике Башкортостан имеет статус сельского поселения.

## Население
| 2002  | 2009  | 2010  | 2012  | 2013  | 2014  | 2015  |
| ----- | ----- | ----- | ----- | ----- | ----- | ----- |
| 1580  | ↗1581 | ↘1540 | ↘1489 | ↘1463 | ↘1421 | ↘1375 |
| 2016  | 2017  | 2018  |       |       |       |       |
| ↘1333 | ↘1321 | ↘1302 |       |       |       |       |

Жители преимущественно татары (89 %).

## Состав сельского поселения
| № | Населённый пункт | Тип населённого пункта       | Население | Примечание |
| - | ---------------- | ---------------------------- | --------- | ---------- |
| 1 | Нижние Киги      | село, административный центр | ↘1380     | татары     |
| 2 | Игенчеляр        | деревня                      | ↗58       | татары     |
| 3 | Октябрь          | деревня                      | ↘40       | татары     |
| 4 | Париж            | деревня                      | ↗25       | татары     |
| 5 | Урак             | деревня                      | ↗37       | татары     |